# Freier Fall (1997)
Freier Fall ist ein deutscher Thriller von Christian Görlitz aus dem Jahr 1997 mit Josef Bierbichler, Florian Martens und Ulrich Tukur in den Hauptrollen. Der Fernsehfilm basiert auf dem gleichnamigen im Jahr 1994 erschienenen Roman von Bernd Sülzer.

## Handlung
Der Baudezernent Edgar Wurlitzer fährt stark alkoholisiert nach einigen Meetings am Freitagabend nach Hause. Während der Fahrt erfasst er eine Frau und begeht Fahrerflucht. Später telefoniert er mit seinem besten Freund und Geschäftspartner Werner März, um sich ein Alibi zu erschleichen. Als er jedoch erfährt, dass die Frau, die er in der Nacht tödlich erfasst hat, seine eigene Ehefrau Yvonne war, zerbricht Wurlitzer innerlich daran und es beginnt für ihn der „freie Fall“, der ihn auf direktem Wege ins Gefängnis bringt. Der Staatsanwalt Dr. Teichmann soll den Baudezernenten entlasten, aber die Tagebuch-Aufzeichnungen seiner Frau sprechen für eine vorsätzliche Straftat.

## Hintergrund
Freier Fall ist eine Produktion der ndF für arte und ZDF. Am 24. Januar 1997 wurde der Thriller im französischen Programm von arte im Fernsehen erstgesendet, am 24. Februar 1997 folgte die Ausstrahlung in Deutschland im ZDF.

## Kritik
Die Kritiker der Fernsehzeitschrift TV Spielfilm vergaben für Spannung zwei, für Anspruch, Action und Erotik je einen von drei möglichen Punkten und resümierten: „Starke Akteure, geschickte Dramaturgie“.